# David Tavares
David José Gomes Oliveira Tavares (Lisbona, 19 marzo 1999) è un calciatore capoverdiano con cittadinanza portoghese, centrocampista del Turan Tovuz e della nazionale capoverdiana.

## Caratteristiche tecniche
È un centrocampista offensivo.

## Carriera

### Club
Cresciuto nel settore giovanile del Benfica, ha esordito in prima squadra il 17 settembre 2019 in occasione dell'incontro della fase a gironi di Champions League perso 2-1 contro il RB Lipsia. Il 22 settembre 2020 è stato ceduto in prestito al Moreirense. A gennaio fa ritorno dal prestito.
Il 29 giugno 2021 viene ceduto a titolo definitivo al Famalicão.

### Nazionale
Date le sue origini capoverdiane, il 15 marzo 2023 viene convocato dal CT della nazionale capoverdiana Bubista per il doppio match di qualificazione alla Coppa d'Africa 2023 contro l'eSwatini.

## Statistiche
Statistiche aggiornate al 26 marzo 2023.

### Presenze e reti nei club
| Stagione        | Squadra         | Campionato      | Campionato | Campionato | Coppe nazionali | Coppe nazionali | Coppe nazionali | Coppe continentali | Coppe continentali | Coppe continentali | Altre coppe | Altre coppe | Altre coppe | Totale | Totale | Totale |
| Stagione        | Squadra         | Comp            | Pres       | Reti       | Comp            | Pres            | Reti            | Comp               | Pres               | Reti               | Comp        | Pres        | Reti        | Pres   | Reti   |        |
| --------------- | --------------- | --------------- | ---------- | ---------- | --------------- | --------------- | --------------- | ------------------ | ------------------ | ------------------ | ----------- | ----------- | ----------- | ------ | ------ | ------ |
| 2018-2019       | Benfica B       | LdH             | 8          | 0          |                 | -               | -               |                    | -                  | -                  |             | -           | -           | 8      | 0      |        |
| 2019-2020       | Benfica B       | LdH             | 11         | 0          |                 | -               | -               |                    | -                  | -                  |             | -           | -           | 11     | 0      |        |
| 2019-2020       | Benfica         | PL              | 0          | 0          | CP+CdL          | 0+1             | 0               | UCL                | 1                  | 0                  |             | -           | -           | 2      | 0      |        |
| 2020-2021       | Moreirense      | PL              | 11         | 0          | CP              | 3               | 0               |                    | -                  | -                  |             | -           | -           | 14     | 0      |        |
| Totale carriera | Totale carriera | Totale carriera | 30         | 0          |                 | 4               | 0               |                    | 1                  | 0                  |             | -           | -           | 35     | 0      |        |